# Synophrys

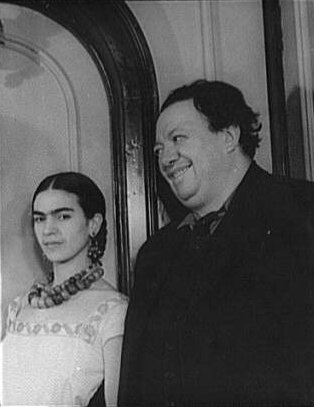
Frida Kahlo met haar man Diego Rivera

Met synophrys wordt de samengroeiing van de wenkbrauwen tot één lange wenkbrauw omschreven.
Bij een aantal mannen komt dit voor en soms ook bij vrouwen. Een bekende vrouw die synophrys had is Frida Kahlo. In de westerse cultuur wordt het dragen van een eenbrauw vaak met negatieve eigenschappen geassocieerd. Uit esthetische overwegingen besluiten sommige vrouwen en mannen om de haartjes tussen de beide wenkbrauwen te verwijderen, zodat zij geen synophrys meer tonen. Dit geldt voor een aantal hieronder genoemde personen. 

## Etymologie
De term synophrys stamt uit het Griekse syn- "tezamen" en ophrys "wenkbrauw". 

## Culturele betekenis
In westerse culturen staat synophrys soms in verband met criminaliteit. De 19de-eeuwse criminoloog Cesare Lombroso stelde dat dit kenmerk in verband kon worden gebracht met een hogere frequentie van misdadig gedrag, maar steekhoudend onderzoek ontbreekt. Ook in de literatuur en beeldende kunsten hebben fictieve criminele of domme of komische figuren soms een laag voorhoofd en synophrys. Voorbeelden hiervan zijn sommige figuren van de muppets en Bert uit Sesamstraat.

## Personen met synophrys
Bekende personen:
- Jennifer Connelly, actrice
- Frank Zappa, artiest
- Frida Kahlo, kunstenares
- Salma Hayek, actrice, zij vertolkte Frida Kahlo in de gelijknamige film
- José Bosingwa, voetballer

Fictieve personen:
- De Vieze Man
- Bert uit Sesamstraat
- Nero, stripheld van de strip "Nero & Co"
- Baby Gerald uit The Simpsons